# Jean Touzet
Cet article concerne le musicien. Pour l'officier général, voir Jean Touzet du Vigier. Pour d'autres homonymes, voir Touzet.
Jean Touzet (18?-19?) est un musicien français. Il fut secrétaire général du Festival de Cannes de 1949 à 1981. Avant cela, il fut chef d’orchestre, organiste, et assistant de Jean Vilar au théâtre du Vieux-Colombier.
Le cœur parlait – portrait de Jean Touzet, un documentaire d’Hadrien don Fayel, évoque le travail et l’œuvre de Jean Touzet.